# Зюдергеллерзен
Зюдергеллерзен (нем. Südergellersen) — община в Германии, в земле Нижняя Саксония.
Входит в состав района Люнебург. Подчиняется управлению Геллерзен. Население составляет 1624 человека (на 31 декабря 2010 года). Занимает площадь 18,46 км².